# Église réformée Notre-Dame d'Orbe
Le temple d'Orbe, aujourd'hui protestant, mais anciennement lieu de culte catholique dédié à Notre-Dame, est le seul conservé des sept églises que comptait la ville d'Orbe, en Suisse, au début du XIVe siècle.

## Histoire
Une ancienne chapelle ayant été détruite par un incendie vers 1407, l'édifice est reconstruit en 1408 par Yvonet de Berchier, maçon, et le chœur actuel est aménagé dans une tour voisine qui faisait partie de l'enceinte de la ville. D'importantes transformations sont dirigées entre 1522 et 1526 par le maître maçon Antoine Lagniaz, qui fait reconstruire la nef et les bas-côtés, ainsi que les chapelles au nord et au sud. Son style permet de rapprocher ce chantier de l'église de Mièges. En 1526, on restaure le chœur et en 1687-1690, les maçons Pierre Lionnaz, Balthasar Huguenin et Balthasar Jeanneret exhaussent les murs et élargissent la nef par de nouvelles chapelles qui doublent les bas-côtés. La silhouette de l'église est caractérisée par son clocher couronné d'une flèche octogonale à clocheton, flanquée de quatre lanternons sans doute inspirés de la grande tour de la cathédrale de Lausanne. Ce lieu de culte devient église paroissiale à la Réforme protestante en 1554.                       
De style gothique flamboyant, l'église présente trois vaisseaux, complétés de deux séries de chapelles latérales, dont celles du sud-est dotées de voûtes complexes avec même d'exceptionnelles clefs de voûte pendantes et autres éléments sculptés.
L'intérieur recèle un monument funéraire anonyme, vers 1700, ainsi qu'un buste du réformateur Pierre Viret, originaire d'Orbe dû à la sculptrice Adélaïde Maraini, sur un socle en marbre, très élaboré, par le marbrier David V Doret (1875).
Le temple, restauré en 1932-1934 par les architectes Gilliard et Godet selon les conceptions archéologiques les plus modernes de l'époque, est inscrit comme bien culturel suisse d'importance nationale.